# Дембіна (Олеський повіт)
Дембіна (пол. Dębina, нім. Dupine) — село в Польщі, у гміні Гожув-Шльонський Олеського повіту Опольського воєводства.
Населення — 188 осіб (2011).
У 1975-1998 роках село належало до Ченстоховського воєводства.

## Демографія
Демографічна структура станом на 31 березня 2011 року:
|          | Загалом | Допрацездатний вік | Працездатний вік | Постпрацездатний вік |
| -------- | ------- | ------------------ | ---------------- | -------------------- |
| Чоловіки | 100     | 27                 | 63               | 10                   |
| Жінки    | 88      | 14                 | 56               | 18                   |
| Разом    | 188     | 41                 | 119              | 28                   |